# Havas Zsigmond
Havas Zsigmond, született Hlavka (teljes nevén Havas Antal Zsigmond) (Budapest, 1900. január 19. – Budapest, 1972. augusztus 28.) újságíró, ifjúsági- és detektívregény író, lapszerkesztő. Műveiben több írói álnevet használt: Spencer Walls, S. Walls, Zsiga bácsi, Anthony Astor,  Anthony S. Astor, Hawass A. Zs., Zsigmondy Antal.

## Élete
1921–1939 között a Tolnai Világlapja munkatársa, illetve felelős szerkesztőjeként tagja volt a Országos Magyar Sajtókamarának. Magyarország német megszállása után lemondott állásáról. Számos ifjúsági és detektívregényt írt, amelyekkel külföldön is ismertségre tett szert (főként mint Spencer Walls). Az 1943-ban indult A Kaland Klasszikusai sorozat szerkesztője. Hazudtak a fegyverek címmel (1945) regényt írt Budapest ostromáról. 1945–1947 között a Tolnai Forrás, majd 1949-ig a Képes Magazin munkatársa. Rövid ideig szerkesztette a Szivárvány című hetilapot is.

## Családja
Szülei Havas Antal asztalossegéd és Durant Anna, felesége Blum Róza voltak. Fia, Szuhay-Havas Ervin (1929–1998) író, műfordító, történész. Unokája Szuhay-Havas Marianna (1968) költő, író.

## Regényei

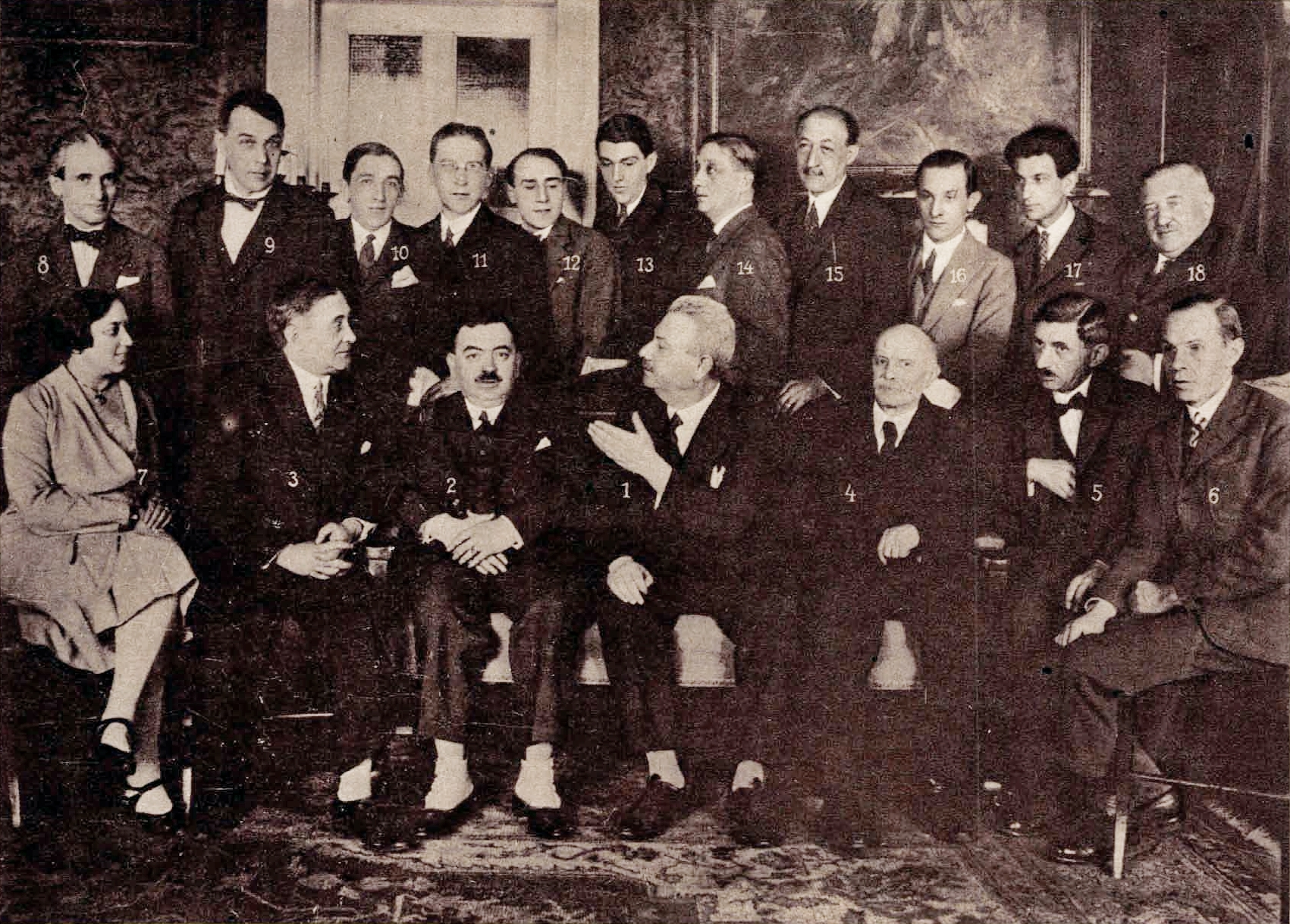
Konferencia a Tolnai Világlapja szerkesztőségében (az álló sorban jobbról a harmadik Havas Zsigmond)

Több angolszász hangzású álnéven megjelent regényénél fordítóként saját néven tüntették fel. Ezek egy részénél a hatás kedvéért még fiktív eredeti angol nyelvű címet is megadtak.
- Zsiga bácsi: A nevelő úr – karácsonyi történet, Bethlen Ny., Budapest, 1920[11]
- Hawass A. Zs.: Halálos árnyék – doktor Collins kalandja - amerikai detektívtörténet, Palastica, Budapest, 1922, Magyar nemzeti munkáskönyvtár 16-18
- A fekete matróz, Tolnai, Világkönyvtár, Budapest, 1927
- Spencer Walls: A tízfejű sárkány, Pesti Hírlap könyvek 257., Légrády, Budapest, 1932 (fordítóként feltüntetve)
- Spencer Walls: Az üvegszemű, Pesti Hírlap könyvek 288., Légrády, Budapest, 1933 (fordítóként feltüntetve); A Kaland 80 filléres regényei, Kaland Könyvkiadó, Budapest, 194? (fordítóként feltüntetve);
- Aranyos leányszív – regény fiatal leányok számára, ifjúsági regény, Tolnai, Budapest, 1933, utánnyomás: 1935, Forrás,[12] 1942
- Spencer Walls: Aranyzápor, Pesti Hírlap könyvek 353., Légrády, Budapest, 1934[13] (fordítóként feltüntetve)
- Galambos Ferkó, ifjúsági regény, Tolnai, Budapest, 1935
- Zsiga bácsi: Mesebokréta, ifjúsági regény, Tolnai, Budapest, 1935, 1944
- Spencer Walls: A bűnös asszony, Pesti Hírlap könyvek 458., Légrády, Budapest, 1936 (fordítóként feltüntetve)
- Spencer Walls: Cukor és korbács – Ceylon, Budapest, 1936, Pán Könyvkiadó Kft., Budapest, 1986
- Spencer Walls: Akit üldöznek a nők, Világkönyvtár 12., Tolnai, Budapest, 1936, Skíz, Budapest, 1991, ISBN 963-7505-02-4 (fordítóként feltüntetve)
- A fekete kastély rejtélye, Friss Újság Színes Regénytára 60., Általános Ny., Budapest, 1937; Sárga regények, 5. A fekete kastély rejtélye és más kémtörténetek, 1989, ISBN 963-316-269-6
- Zsigmondy Antal: Az ördög elalszik, Friss Újság Színes Regénytára 61., Általános Ny., Budapest, 1937
- Spencer Walls: A fekete macska, Stádium Ny., Tarka regénytár III. 14., Budapest, 1937
- Spencer Walls: A koporsó titka, Stádium Ny., Tarka regénytár III. 20., Budapest, 1937
- Az acélember, ifjúsági regény, Tolnai Ny., Budapest, 1938
- Spencer Walls: Az áruház kísértete, Pesti Hírlap könyvek 288.,[14] Légrády, Budapest, 1938 (fordítóként feltüntetve)
- Rákosi fiúk, ifjúsági regény, Forrás, Budapest, 1938, 1939, 1943, 1944
- Anthony Astor: Az ördög fia, Pesti Hírlap könyvek 640-641., Légrády, Budapest, 1940
- Spencer Walls: A zöld csipke titka, Pesti Hírlap könyvek 702., Légrády, Budapest, 1941
- Angyalka – egy aranyszívű leány története, ifjúsági regény, Forrás, Budapest, 1942, Esti Kurír 1942, 287. szám
- Didergők, ifjúsági regény, Forrás, Budapest, 1942,[15] Esti Kurír 1942, 285. szám
- A fehér titok, Kaland Könyvkiadó, Budapest, 1942; Sárga regények, 3. A fehér démon és más bűnügyi történetek, 1989, ISBN 963-316-244-0
- Spencer Walls: Fekete gyertyák (The dark candles), A Kaland 111 filléres regényei, Kaland Könyvkiadó, Budapest, 1943; Attraktor Kft. Pallas Stúdió, Klasszikus detektívregények sorozat, Budapest, 1997 ISBN 963-9022-46-2 (fordítóként feltüntetve)
- Hajsza a ködben, Kaland Könyvkiadó, Budapest, 1942
- Spencer Walls: A hét szomorúság lépcsője (Steps of seven pains), A Kaland 1 pengős regényei, Kaland Könyvkiadó, Budapest, 1942
- Spencer Walls: Tigrisliliom (Tiger-iris), A Kaland 1 pengős regényei, Kaland Könyvkiadó, Budapest, 1942 (fordítóként feltüntetve)
- Spencer Walls: A vérvirágos ház (House in blood), A Kaland 80 filléres regényei, Kaland Könyvkiadó, Budapest, 1942 (fordítóként feltüntetve)
- Spencer Walls: Északi szél (Roaring of the wind), Kaland Könyvkiadó, Budapest, 1943, Szépirodalmi Könyvkiadó, Kentaur könyvek sorozat, Budapest, 1988, ISBN 963-15-3619-X
- Spencer Walls: A halál balladája (The dead's ballad), Kaland Könyvkiadó, Budapest, 1943 (fordítóként feltüntetve)
- Spencer Walls: A holdviola kovácsai (The smiths of honesty), Riport kiadó, Budapest, 1943; Pán Könyvkiadó Kft., Budapest, 1988 (fordítóként feltüntetve)
- Spencer Walls: Kék lámpa (Blue lights), Kaland Könyvkiadó, Budapest, 1943 (fordítóként feltüntetve)
- Az erdő gyermeke, meseregény, Forrás, Budapest, 193?, 1944
- Hazudtak a fegyverek, Magyar Téka, Budapest, 1945[16]
- Spencer Walls: Szürke kárpit (The gray wallpaper), Forrás, Budapest, 1945[17] (fordítóként feltüntetve)
- Anthony S. Astor: Mielőtt a lámpákat eloltják (Christian), Magyar Téka, Budapest, 1946; Budapest: Ladányi Ny., 1947  (fordítóként feltüntetve)
- Spencer Walls: A félelem ostora, Budapest, 194?
- Spencer Walls: A virrasztás háza (The yellow face), A Kaland 1 pengős regényei, Kaland Könyvkiadó, Budapest, 194? (fordítóként feltüntetve)
- Megöltem Hitlert!, regény, Világ című lap, folytatásokban, 194?
- Ámokfutók, regény, Világ című lap, folytatásokban, 194?
- Spencer Walls: A csontok nem beszélnek, bűnügyi regény, Képes Magazin[18] című lap, folytatásokban, 1948
- Ebek tánca, regény, Képes Kurír című lap, folytatásokban, 194?
- Farkasmiatyánk, regény, Képes Kurír című lap, folytatásokban, 194?
- Spencer Walls: Kaméleon és gardénia, Pán Könyvkiadó Kft., Budapest, 1989
- Spencer Walls: A Lady már halott, Pán Könyvkiadó Kft., Budapest, 1989
- Spencer Walls: Cukor és korbács, Pán Könyvkiadó Kft., Budapest, 1989
- Spencer Walls: A libbenő halál, Pán Könyvkiadó Kft., Budapest, 1989
- Spencer Walls: A temetőnél állj meg!; Fekete kastély, Pán Könyvkiadó Kft., Budapest, 1989

Valamikor a rendszerváltás után jelentek meg megtévesztő, Soóky Margit Kaland Könyvkiadóját utánzó külalakkal és hamis könyvészeti bejegyzésekkel ismeretlen személy magánkiadásában:
- Spencer Walls: A csontok nem beszélnek, magánkiadás
- Spencer Walls: Ebek tánca, magánkiadás
- Spencer Walls: Farkasmiatyánk, magánkiadás
- Spencer Walls: A szomjas ucca (benne A szomjas ucca, Az ördög felhúzza a függönyt és az Öt élet című regény),[19] 188 oldal, magánkiadás